# Paftjauauneith
Paftjauauneith war ein hoher altägyptischer Beamter der 26. Dynastie, der unter Pharao (König) Apries (589 bis 570 v. Chr.) und Pharao Amasis (570 bis 526 v. Chr.) lebte. Paftjauauneith trug verschiedene Titel, darunter Obervermögensverwalter, Schatzhausvorsteher und Großer der Ärzte (wr-swnw). Seine Mutter war eine gewisse Nanesbastet, sein Vater ein hoher Beamter mit dem Namen Sasobek.
Paftjauauneith ist vor allem von einer Reihe von Statuen (London BM EA 83, Statue aus Mit Rahina, aus Buto und eine Statue im Louvre, A 93) bekannt. Auf der Statue im Louvre, die sich in Abydos fand, berichtet er von Bauarbeiten am dortigen Tempel des Chontamenti. Er berichtet von der Errichtung einer Lehmziegelmauer und eines Schreines aus Granit. Reste von diesem Schrein sind in Abydos gefunden worden und sind vielleicht mit diesen Bauarbeiten in Verbindung zu bringen.